# جاك سينجر
جاك سينجر هو شخصية أعمال كندي، ولد في 1917 في كالغاري في كندا، وتوفي في 2 فبراير 2013 في لوس أنجلوس في الولايات المتحدة.